# Klangkarussell

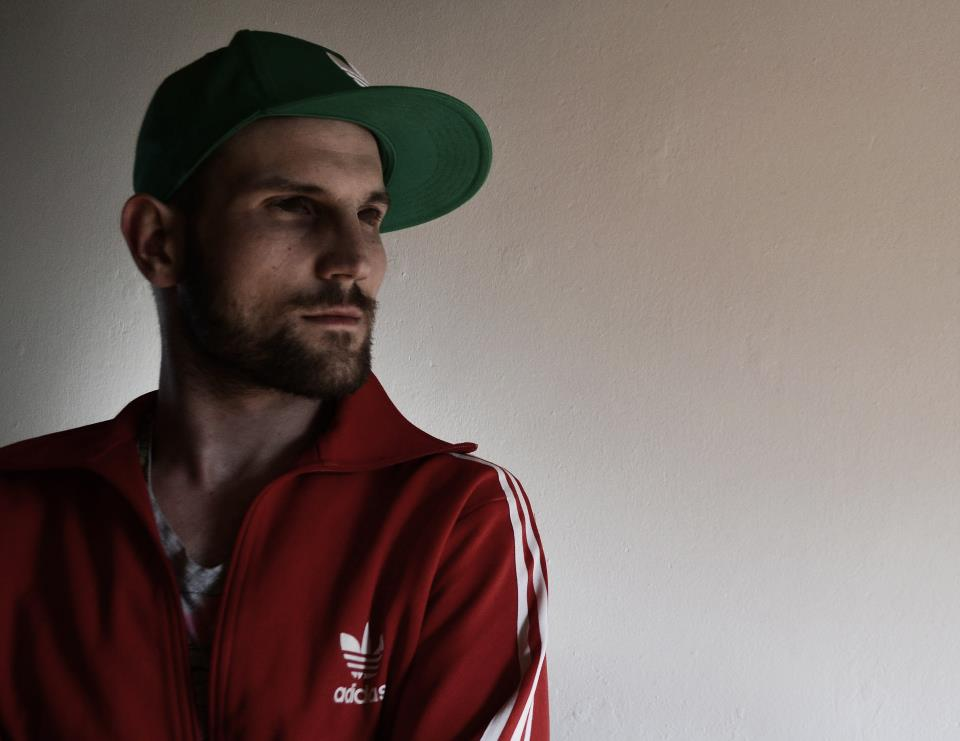
Tobias Rieser (2012)

Klangkarussell ist ein österreichisches Produzenten-Duo im Bereich der elektronischen Musik. Es besteht aus den DJs Tobias Rieser und Adrian Held aus Salzburg.

## Karriere
Tobias Rieser war unter dem Namen Klangkarussell zunächst als Solokünstler tätig. Adrian Held hingegen produzierte elektronische Musik unter dem Künstlernamen herald and i, ein Anagramm seines bürgerlichen Namens. Im Jahr 2011 schlossen sich die beiden Künstler zu dem Duo „Heldenklang“ zusammen und produzierten ihre ersten gemeinsamen Songs. Um Verwirrung zu verhindern, wer sich hinter welchem Namen verbirgt, gaben sie bald darauf bekannt, nun zusammen Musik unter dem Namen Klangkarussell zu produzieren und zu veröffentlichen. Im Januar 2014 wurde ihr Debütalbum und eine Welttournee angekündigt, welche bis September 2015 andauerte. Im Jahr 2019 gründeten die beiden ihr eigenes Label „Bias Beach Records“, auf welchem sie bereits einige Releases veröffentlicht haben.

## Sonnentanz
Klangkarussell wurde durch das Instrumentalstück Sonnentanz bekannt, das im Herbst 2011 auf dem Musikportal SoundCloud veröffentlicht und im Februar 2012 von dem Online-Musikmagazin trndmusik.de gebloggt wurde. Ab diesem Zeitpunkt wurde Sonnentanz von weiteren Blogs und Online-Magazinen gepostet und erreichte im August 2012 die Verkaufscharts in den deutschsprachigen Ländern. Nachdem das Stück am 14. September 2012 auch auf CD erschienen war, erreichte es die Top 5 in Österreich, Deutschland und der Schweiz. Anschließend wurde es in weiteren europäischen Ländern veröffentlicht und wurde in den Niederlanden sogar ein Nummer-eins-Hit. Bei YouTube wurde das Video zu Sonnentanz bis Ende Juni 2013 mehr als 9 Millionen Mal aufgerufen.
Im August 2013 veröffentlichte das österreichische Duo zusammen mit dem Soul-Sänger Will Heard eine Vocal-Version des Songs, welche unter dem Titel Sonnentanz (Sun Don’t Shine) Platz 3 in den britischen Charts erreichte.
Im März 2013 wurde vom niederländischen Moderator Domien Verschuuren ein Video auf YouTube veröffentlicht, in dem er dokumentiert, dass Sonnentanz teilweise aus fertigen Loops des frei verkäuflichen Samplepakets Nu Jazz City gemischt wurde. Die Plattenfirma Universal Records, bei der Klangkarussell unter Vertrag steht, reagierte darauf mit einer Sperrung des Videos. Inzwischen ist es wieder auf Vimeo verfügbar. Wie Musikproduzenten „Auf Knopfdruck zum Welthit“ gelangen, dokumentiert Dr. Pop anhand von mehreren Beispielen in einem gleichnamigen Podcast, wo auch Loops der Sampledatenbank Nu Jazz City als Elemente von Sonnentanz zu hören sind.
Das Album Netzwerk wurde von Tshepo Mokoena von der britischen Zeitung The Guardian als mixed bag of wannabe summer hits bezeichnet und mit 3 von 5 Sternen bewertet. Auf dem Video zu Netzwerk (Falls Like Rain) sieht man einen Roofer beim lebensgefährlichen Klettern auf einem Hochhaus.
Im Herbst 2014 wurden Klangkarussell mit dem European Border Breakers Award ausgezeichnet.

## Diskografie

### Alben
| Jahr | Titel    | Höchstplatzierung, Gesamtwochen, AuszeichnungChartplatzierungen (Jahr, Titel, Platzierungen, Wochen, Auszeichnungen, Anmerkungen) | Höchstplatzierung, Gesamtwochen, AuszeichnungChartplatzierungen (Jahr, Titel, Platzierungen, Wochen, Auszeichnungen, Anmerkungen) | Höchstplatzierung, Gesamtwochen, AuszeichnungChartplatzierungen (Jahr, Titel, Platzierungen, Wochen, Auszeichnungen, Anmerkungen) | Höchstplatzierung, Gesamtwochen, AuszeichnungChartplatzierungen (Jahr, Titel, Platzierungen, Wochen, Auszeichnungen, Anmerkungen) | Anmerkungen                                           |
| Jahr | Titel    | DE | AT | CH | UK | Anmerkungen                                           |
| ---- | -------- | --- | --- | --- | --- | ----------------------------------------------------- |
| 2014 | Netzwerk | DE8 (8 Wo.)DE | AT5 Gold · (8 Wo.)AT | CH2 (12 Wo.)CH | UK71 (1 Wo.)UK | Erstveröffentlichung: 25. Juli 2014 Verkäufe: + 7.500 |

### Singles
| Jahr | Titel Album                         | Höchstplatzierung, Gesamtwochen, AuszeichnungChartplatzierungen (Jahr, Titel, Album, Platzierungen, Wochen, Auszeichnungen, Anmerkungen) | Höchstplatzierung, Gesamtwochen, AuszeichnungChartplatzierungen (Jahr, Titel, Album, Platzierungen, Wochen, Auszeichnungen, Anmerkungen) | Höchstplatzierung, Gesamtwochen, AuszeichnungChartplatzierungen (Jahr, Titel, Album, Platzierungen, Wochen, Auszeichnungen, Anmerkungen) | Höchstplatzierung, Gesamtwochen, AuszeichnungChartplatzierungen (Jahr, Titel, Album, Platzierungen, Wochen, Auszeichnungen, Anmerkungen) | Anmerkungen |
| Jahr | Titel Album                         | DE | AT | CH | UK | Anmerkungen |
| ---- | ----------------------------------- | --- | --- | --- | --- | --- |
| 2012 | Sonnentanz Netzwerk                 | DE4 ×5Fünffachgold · (104 Wo.)DE | AT3 Platin · (67 Wo.)AT | CH3 ×3Dreifachplatin · (87 Wo.)CH | UK3 ×2Doppelplatin · (20 Wo.)UK | Erstveröffentlichung: 23. Juli 2012 Veröffentlichung UK: 15. August 2013 als Sonnentanz (Sun Don’t Shine), feat. Will Heard; Verkäufe: + 1.507.500 |
| 2014 | Netzwerk (Falls Like Rain) Netzwerk | DE17 Gold · (22 Wo.)DE | AT7 (19 Wo.)AT | CH13 (21 Wo.)CH | UK83 (1 Wo.)UK | Erstveröffentlichung: 9. Mai 2014 Verkäufe: + 150.000                                                                                              |
| 2014 | Celebrate Netzwerk                  | — | AT24 (1 Wo.)AT | — | — | Erstveröffentlichung: 11. Juli 2014 |
| 2021 | Home –                              | — | AT36 Gold · (21 Wo.)AT | — | — | Erstveröffentlichung: 27. Mai 2021 Verkäufe: + 15.000                                                                                              |

Weitere Singles
- 2016: Hey Maria
- 2016: In the Crowd Alone
- 2017: Jericho (feat. Mando Diao)
- 2017: Time
- 2017: Good to Go
- 2017: Circuits
- 2017: Jericho
- 2019: Comoros
- 2020: Ghostkeeper (feat. Givven)
- 2020: Shipwreck / My World (feat. Kyle Pearce)
- 2020: Follow (feat. Givven)
- 2021: Plastic
- 2021: Air (feat. Ten Ven)
- 2021: Swan Song
- 2022: This Love (feat. Poppy Baskcomb)
- 2022: Calling Out Your Name (feat. Mando Diao)
- 2022: I Feel Fine

## Auszeichnungen für Musikverkäufe
| Goldene Schallplatte - Belgien - 2013: für die Single Sonnentanz - Dänemark - 2014: für das Streaming Sonnentanz - Italien - 2014: für die Single Sonnentanz 2× Platin-Schallplatte - Neuseeland - 2025: für die Single Sonnentanz |

Anmerkung: Auszeichnungen in Ländern aus den Charttabellen bzw. Chartboxen sind in ebendiesen zu finden.
| Land/RegionAuszeichnungen für Musikverkäufe (Land/Region, Auszeichnungen, Verkäufe, Quellen) | Gold     | Platin       | Verkäufe  | Quellen           |
| -------------------------------------------------------------------------------------------- | -------- | ------------ | --------- | ----------------- |
| Belgien (BRMA)                                                                               | Gold1    | —            | 15.000    | ultratop.be       |
| Dänemark (IFPI)                                                                              | Gold1    | —            | —         | ifpi.dk           |
| Deutschland (BVMI)                                                                           | 2× Gold2 | 2× Platin2   | 900.000   | musikindustrie.de |
| Italien (FIMI)                                                                               | Gold1    | —            | 15.000    | fimi.it           |
| Neuseeland (RMNZ)                                                                            | —        | 2× Platin2   | 60.000    | radioscope.co.nz  |
| Österreich (IFPI)                                                                            | 2× Gold2 | Platin1      | 52.500    | ifpi.at           |
| Schweiz (IFPI)                                                                               | —        | 3× Platin3   | 90.000    | hitparade.ch      |
| Vereinigtes Königreich (BPI)                                                                 | —        | 2× Platin2   | 1.200.000 | bpi.co.uk         |
| Insgesamt                                                                                    | 7× Gold7 | 10× Platin10 |           |                   |

## Künstlerauszeichnungen
Amadeus Austrian Music Award
- 2013: Song des Jahres: Klangkarussell – Sonnentanz
- 2015: Best Engineered Album: Netzwerk
- 2022: Auszeichnung in der Kategorie Electronic/Dance[17]

## Trivia
Tobias Rieser versuchte sich vor seinem Durchbruch als DJ auch als Fußballer und spielte von 1994 bis 2011 beim SV Grödig. Er kam dabei zu einem Profieinsatz im Zweitligaspiel gegen den FC Wacker Innsbruck am 2. August 2008, als er in Minute 76 für Dietmar Berchtold eingewechselt wurde.